# Dolicotins
Els dolicotins (Dolichotinae) són una subfamília de rosegadors de la família dels càvids. Inclouen un parell d'espècies vivents i diverses d'extintes. El registre fòssil d'aquest grup comença al Miocè de Colòmbia i l'Argentina. En els animals d'aquesta subfamília. el diastema és més ample que la distància P4-M3, el foramen nasolacrimal és absent des d'una perspectiva lateral i la fossa mesopterigoide se situa al mateix nivell que els prismes anteriors i posteriors de l'M2.
| Registre fòssil        | Registre fòssil | Registre fòssil | Registre fòssil                       |
| Localitat              | País            | Antiguitat      | Espècie/s                             |
| ---------------------- | --------------- | --------------- | ------------------------------------- |
| Laguna Las Encadenadas | Argentina       | Lujanià         | Dolichotis salinicola                 |
| Formació de Camacho    | Uruguai         | Miocè superior  | Prodolichotis sp.                     |
| Pueblo Brugo           | Argentina       | Huayquerià      | Pliodolichotis sp., Prodolichotis sp. |
| Península Valdés       | Argentina       | Miocè mitjà     | Dolichotinae indet.                   |
| La Venta               | Colòmbia        | Miocè mitjà     | Rhodanodolichotis antepridiana        |